# 勝利の日まで (漫画)
『勝利の日まで』（しょうりのひまで）は、手塚治虫のデビュー前に書かれた習作の一つ。同名の映画作品とは内容においては特に関連は無い。

## 概要
手塚治虫は1946年のプロデビュー前から多くの作品を執筆していたことが知られており、本作もその一つである。執筆時期は正確には不明であるものの、戦中の1945年に既に完成していたとする見方が強い。
構成は群像劇に近く、特定の主人公や脇役が存在せず、中には横山隆一、田河水泡と言った当時の人気作家のキャラクターから果ては敵国アメリカのキャラクターまで登場している。戦時中の様々な出来事を大げさに表現しつつパロディ化しており、この頃の作品としては珍しく話自体が一応完結している。A5版無地の大学ノートに書かれており、同時期の「オヤヂの宝島」「幽霊男」と同じくスクリーントーンは使われず、墨とペンだけで製作されている。
また、友人向けの予告カットが2種類存在しており、片方には2月、片方には6月とあり、前者は主人公がヒゲオヤジのオヤジシリーズの一編としていた（実際には本編に群集として登場しただけだった）。後者の予告は全六部構成で、サブタイトルもそれぞれ「空襲篇」「米国本土爆襲篇」「出征篇」「南方奴隷?（判読不能）篇」「防?篇（人物絵被りで判読不能）」となっていたが、実際には一部を削られ、サブタイトルも全く異なるものとなっていたほか、全漫画主人公総出演を売りにしていた。
比較的良好な状態で現存するため、本作と「幽霊男 前編」を同時収録した単行本が1995年 - 1996年にかけて全国5箇所で開催された「手塚治虫〜過去と未来のイメージ〜展」の図録の付録特典として購入者全員にプレゼントされた。
2012年、手塚治虫文庫全集「手塚治虫漫画全集未収録作品集３」に収録された。

## あらすじ
大東亜戦争（太平洋戦争）時代の日本。その時代の人々の暮らしと戦時中の戦火からの避難を描く。最後は焼夷弾の雨が降るシーンに「本格的な焼夷弾攻撃には四坪に一箇所の割合で油脂焼夷弾が落下する」という張り紙が出て終了する。
各章のサブタイトルは以下の通り。
1. 空襲警報
2. 防空情報
3. 待避
4. 機銃掃射
5. 焼夷攻撃

## 登場人物
フクちゃん
B-29を操縦するパイロットとして登場するが、それ自体がフクちゃんの夢であった（夢オチ）。ちなみにおじいさんも登場する。
ミッキーマウス
フェリックス
のらくろ
共に台詞つきで登場する一般市民役。
ヒゲオヤヂ
前半のモブシーンと工場の作業員として登場したのみ。

## 参照資料
- 手塚治虫〜過去と未来のイメージ〜展図録